# Indoárijské jazyky
Indoárijské jazyky jsou podskupinou indoíránských jazyků. Indoárijskými jazyky se mluví ve všech státech Indického subkontinentu, tedy v Pákistánu, Indii, Nepálu, Bhútánu (zde pouze jazyk nepálské menšiny), Bangladéši, na Srí Lance a Maledivách. V Indii jsou rozšířené hlavně na severu země, zatímco na jihu převládají zcela odlišné jazyky drávidské. Pod indoárijské jazyky patří např. hindština, urdština, paňdžábština, nepálština, bengálština, ásámština, gudžarátština, maráthština, urijština a sinhálština, ale i romština. Celkový počet mluvčích se odhaduje na 900 miliónů.
Nejméně 2000 let př. n. l. přicházely indoárijské kmeny na území dnešního Pákistánu a severozápadní Indie (nejčastější hypotéza je, že přicházeli přes oblast dnešního Afghánistánu; někteří indičtí badatelé však prosazují hypotézu, že byli v na Indickém subkontinentu autochtonní). Zde byl jejich jazyk ovlivňován drávidskými a mundskými jazyky. Tak se staroindičtina oddělila od íránských jazyků. Na základě staroindičtiny byl kodifikován sanskrt. Ze staroindičtiny se postupně vyvinuly indoárijské jazyky středního období – páli (jazyk théravádového buddhistického kánonu) a hovorové jazyky označované souhrnným názvem prákrty. Z prákrtů se pak (přes přechodné formy zvané tradičně apabhramša) vyvinuly moderní indoárijské jazyky (podobně jako např. románské jazyky se vyvinuly z lidové hovorové latiny).
Dělení indoárijských jazyků je několikeré – klasifikace u jednotlivých autorů se různí, stejně jako přiřazení některých z konkrétních jazyků do jednotlivých skupin). Jedno z možných dělení je: Indoárijské jazyky severozápadní (sindhština, případně jazyky brané tradičně za dialekty pandžábštiny: saráikí a hindkó – souhrnně někdy označované jako lahndá), centrální (urdština, hindština, paňdžábština, gudžarátština, jakož i rádžasthánské jazyky a řada dalších, jež bývají alternativně brány za dialekty hindštiny, např. bhódžpurština čili bhódžpurí, magahijština čili magahí, maithilí, bhílština, khándéší aj.), východní (bengálština, urijština, bihárština, ásámština, manipurština), pahárské (např. nepálština, dógrí) a jižní (maráthština, kónkanština, sinhálština, maledivština neboli divehí). Urdština je značně podobná hindštině, se kterou jsou si vzájemně srozumitelné (neboť jsou založeny na tomtéž dialektu, tzv. kharí bólí), odlišuje se však nábožensko-kulturním kontextem (coby jazyk muslimů má hojné výpůjčky z perštiny a arabštiny).